# Eleanor Neville
Eleanor Neville (1398 circa – 1472) è stata una nobildonna inglese.
Nata intorno al 1398, Eleanor Neville era la seconda figlia di Ralph Neville, I conte di Westmorland, e della sua seconda moglie Joan Beaufort. 

## Matrimoni
Poco prima del 23 maggio 1412 sposò Richard le Despenser, IV barone Burghersh, ma rimase vedova il 16 aprile 1414. Il 7 ottobre 1414, Eleonora sposò Henry Percy, erede della contea di Northumberland. Il matrimonio aveva lo scopo di rinsaldare le relazioni tra le famiglie Neville e Percy, che si erano contese il controllo del nord dell'Inghilterra per diversi decenni.
Nonostante il suo matrimonio, Henry Percy entrò in conflitto con suo cognato Richard Neville, V conte di Salisbury, nel 1453. La faida Percy-Neville scosse il Nord e giocò un ruolo significativo nello scoppio della Guerra delle Due Rose. Schierandosi dalla parte di Enrico VI, Henry Percy fu ucciso nella prima battaglia di St Albans il 22 maggio 1455 dalle forze di Riccardo Plantageneto e dei suoi alleati Neville. Dopo aver perso il marito e quattro dei suoi figli nel conflitto, Eleanor Neville condusse un'esistenza oscura fino alla sua morte nel 1472.

## Discendenza
Dal suo secondo matrimonio con Henry Percy, II conte di Northumberland, Eleanor Neville ebbe dieci figli:
- John Percy (8 luglio 1418), morto durante l'infanzia;
- Henry Percy, III conte di Northumberland (25 luglio 1421 – 29 marzo 1461) sposò Eleanor Poynings
- Thomas Percy, I barone Egremont (29 novembre 1422 – 10 luglio 1460)
- Katherine Percy (18 maggio 1423 – dopo il 1475), sposò Edmund Grey, I conte di Kent;
- George Percy (24 luglio 1424 - 14 novembre 1474);
- Ralph Percy (11 agosto 1425 – 25 aprile 1464), sposò Eleanor Acton, poi Jane Teye;
- Richard Percy (1426 o 1427 - 29 marzo 1461);
- William Percy (7 aprile 1428 – 26 aprile 1462), vescovo di Carlisle;
- Joan Percy (1430-1482);
- Anne Percy (3 febbraio 1436 – 5 luglio 1522), sposò Thomas Hungerford de Rowden, poi Lawrence Raynesford, poi Hugh Vaughan.

## Ascendenza
|                                            |                           |                                 | Genitori                                           |  |  | Nonni |  |  | Bisnonni                                 |  |  | Trisnonni                               |  |
|                                            |                           |                                 |                                                    |  |  |       |  |  | Ralph Neville, II barone Neville di Raby |  |  | Ralph Neville, I barone Neville di Raby |  |
|                                            |                           |                                 |                                                    |  |  |       |  |  | Ralph Neville, II barone Neville di Raby |  |  | Ralph Neville, I barone Neville di Raby |  |
|                                            |                           | Eupheme de Clavering            |                                                    |  |  |       |  |  | Ralph Neville, II barone Neville di Raby |  |  |                                         |  |
| John Neville, III barone Neville di Raby   |                           |                                 |                                                    |  |  |       |  |  | Ralph Neville, II barone Neville di Raby |  |  |                                         |  |
|                                            |                           | Alice de Audley                 | Hugh de Audley, I barone Audley di Stratton Audley |  |  |       |  |  |                                          |  |  |                                         |  |
|                                            |                           | Alice de Audley                 | Hugh de Audley, I barone Audley di Stratton Audley |  |  |       |  |  |                                          |  |  |                                         |  |
|                                            |                           | Alice de Audley                 | Isolde Mortimer                                    |  |  |       |  |  |                                          |  |  |                                         |  |
| Ralph Neville, I conte di Westmorland      |                           | Alice de Audley                 |                                                    |  |  |       |  |  |                                          |  |  |                                         |  |
|                                            |                           | Henry de Percy, II barone Percy | Henry de Percy, I barone Percy                     |  |  |       |  |  |                                          |  |  |                                         |  |
|                                            |                           | Henry de Percy, II barone Percy | Henry de Percy, I barone Percy                     |  |  |       |  |  |                                          |  |  |                                         |  |
|                                            |                           | Henry de Percy, II barone Percy | Eleanor FitzAlan                                   |  |  |       |  |  |                                          |  |  |                                         |  |
| Maud Percy                                 |                           | Henry de Percy, II barone Percy |                                                    |  |  |       |  |  |                                          |  |  |                                         |  |
|                                            |                           | Idoine de Clifford              | Robert de Clifford, I barone Clifford              |  |  |       |  |  |                                          |  |  |                                         |  |
|                                            |                           | Idoine de Clifford              | Robert de Clifford, I barone Clifford              |  |  |       |  |  |                                          |  |  |                                         |  |
|                                            |                           | Idoine de Clifford              | Maud de Clare                                      |  |  |       |  |  |                                          |  |  |                                         |  |
| Eleanor Neville                            |                           | Idoine de Clifford              |                                                    |  |  |       |  |  |                                          |  |  |                                         |  |
|                                            | Edoardo III d'Inghilterra | Edoardo II d'Inghilterra        |                                                    |  |  |       |  |  |                                          |  |  |                                         |  |
|                                            | Edoardo III d'Inghilterra | Edoardo II d'Inghilterra        |                                                    |  |  |       |  |  |                                          |  |  |                                         |  |
|                                            | Edoardo III d'Inghilterra | Isabella di Francia             |                                                    |  |  |       |  |  |                                          |  |  |                                         |  |
| Giovanni Plantageneto, I duca di Lancaster | Edoardo III d'Inghilterra |                                 |                                                    |  |  |       |  |  |                                          |  |  |                                         |  |
|                                            |                           | Filippa di Hainaut              | Guglielmo I di Hainaut                             |  |  |       |  |  |                                          |  |  |                                         |  |
|                                            |                           | Filippa di Hainaut              | Guglielmo I di Hainaut                             |  |  |       |  |  |                                          |  |  |                                         |  |
|                                            |                           | Filippa di Hainaut              | Giovanna di Valois                                 |  |  |       |  |  |                                          |  |  |                                         |  |
| Joan Beaufort                              |                           | Filippa di Hainaut              |                                                    |  |  |       |  |  |                                          |  |  |                                         |  |
|                                            |                           | Payne De Roet                   | …                                                  |  |  |       |  |  |                                          |  |  |                                         |  |
|                                            |                           | Payne De Roet                   | …                                                  |  |  |       |  |  |                                          |  |  |                                         |  |
|                                            |                           | Payne De Roet                   | …                                                  |  |  |       |  |  |                                          |  |  |                                         |  |
| Katherine Swynford                         |                           | Payne De Roet                   |                                                    |  |  |       |  |  |                                          |  |  |                                         |  |
|                                            |                           | …                               | …                                                  |  |  |       |  |  |                                          |  |  |                                         |  |
|                                            |                           | …                               | …                                                  |  |  |       |  |  |                                          |  |  |                                         |  |
|                                            |                           | …                               | …                                                  |  |  |       |  |  |                                          |  |  |                                         |  |
|                                            |                           | …                               |                                                    |  |  |       |  |  |                                          |  |  |                                         |  |